# Girtó
Girtó (en grec antic: Γυρτών, llatí: Gyrton) o Girtona (en grec antic: Γυρτώνη, llatí: Gyrtona) fou una ciutat de la Perrèbia, a Tessàlia, situada en una vall fèrtil entre els rius Titaresi i Peneu.
Estrabó diu que Girtó es trobava a la mateixa desembocadura del Peneu, però segons les descripcions de Titus Livi, que es basa en Polibi, la ciutat es trobava a la mateixa plana on hi havia Falana, Àtrax i Larisa. Estava a un dia de marxa de Falana i era relativament a prop de Larisa.
Era una ciutat antiga, que Homer ja esmenta al Catàleg de les naus de la Ilíada, i va continuar sent una ciutat important en èpoques posteriors. Apol·loni de Rodes l'anomena «opulenta». Era el lloc de residència original dels flegieus, i es deia que havia estat fundada per Girtó, germà de Flègias, rei dels làpites. Segons Tucídides, al començament de la guerra del Peloponnès Girtó va ser una de les ciutats tessàlies que van enviar ajut a Atenes. Encara existia sota domini romà.